# Ludwig Erhard
Ludwig Erhard (Fürth, 4 febbraio 1897 – Bonn, 5 maggio 1977) è stato un politico tedesco, cancelliere federale della Germania Ovest dal 16 ottobre 1963 al 1º dicembre 1966. È stato membro della CDU.
È spesso ricordato per aver guidato la ripresa economica della Germania nel dopoguerra (il miracolo economico tedesco noto come Wirtschaftswunder).
Durante la seconda guerra mondiale fu vice del generale delle SS Otto Ohlendorf, nominato nel 1943 segretario di Stato del Reich per gli affari economici.
Ministro dell'economia per quattordici anni consecutivi, dal 1949 al 1963, dopo le dimissioni di Konrad Adenauer, assunse la carica di cancelliere federale e guidò la CDU/CSU alla vittoria nel 1965. Le difficoltà economiche portarono allo scioglimento della sua coalizione e alla sua sostituzione come cancelliere con Kurt Georg Kiesinger.

## Biografia

### Primi anni di vita
Ludwig Erhard era figlio del commerciante tessile Philipp Wilhelm Erhard, che proveniva dal villaggio di Rannungen, e di sua moglie Augusta (nata Hassold). Dopo aver completato il GCSE nel 1913 e nel 1916, combatté nella prima guerra mondiale.
Il suo biografo Hentschel scrive che durante la guerra Erhard fu colpito da un proiettile di artiglieria nelle Fiandre e dovette subire sette operazioni. Era stato ferito fisicamente, ma non mentalmente. Tuttavia non gli era più possibile stare dietro il bancone del negozio di suo padre, cosicché Erhard cominciò a studiare economia.
Dopo una formazione in commercio, prima a Norimberga e poi a Francoforte sul Meno, studiò economia e ricevette il dottorato di ricerca da Franz Oppenheimer nel 1925.

### Vita privata
Ludwig Erhard si sposò nel dicembre 1923 con l'economista Luise Schuster (1893-1975), nata Lotter, di Langenzenn. Dal loro matrimonio nacque la figlia Elisabeth. Erhard visse con la sua famiglia dal 1953 fino alla sua morte a Gmund am Tegernsee, in Baviera. Il fumo del sigaro fu dal 1930 il marchio di fabbrica di Erhard. Secondo le dichiarazioni del suo ambiente, fumava circa quindici-venti sigari al giorno durante alcuni periodi del suo lavoro politico.

## Carriera politica

### Attività ministeriale

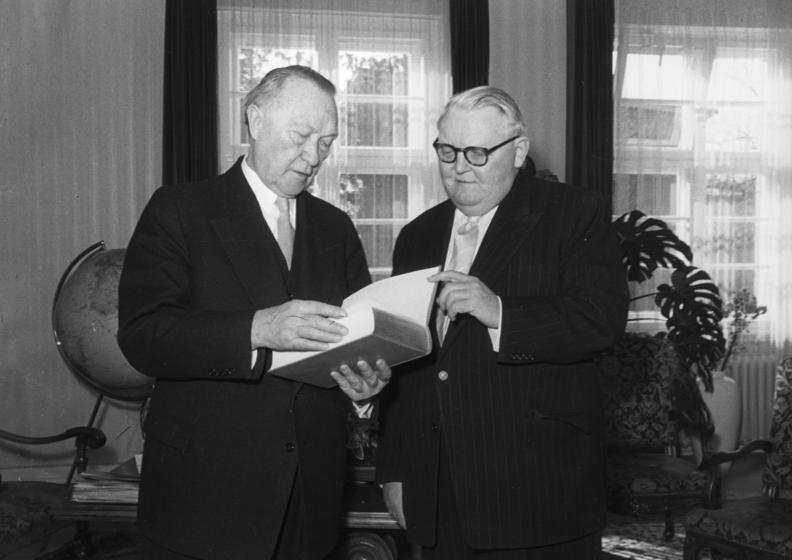
Konrad Adenauer con Ludwig Erhard il 5 gennaio 1956

Non partecipò alla vita politica dal 1939 fino alla fine della seconda guerra mondiale. Fu direttore dell'Istituto di ricerca industriale di Norimberga, anche se fu congedato dal regime della Germania nazista a causa delle sue idee liberali sull'economia. Nel 1945 è professore a Monaco di Baviera e consigliere economico del governo militare di occupazione americano. Nel 1945-1946 divenne ministro del commercio e dell'industria della Baviera, con un portafoglio che includeva la gestione della massa monetaria dei crediti. Dal 1948 diresse l'amministrazione dell'economia, prima della "bizona" e poi della "trizona". Preparò la riforma monetaria e l'attuazione dell'economia sociale di mercato, libero da contingenze legate ai desideri delle potenze occupanti.
Con la creazione della Repubblica Federale di Germania (RFT) nel 1949, divenne ministro dell'economia nel governo di Konrad Adenauer, carica che mantenne fino alla sua uscita dal governo nel 1963. Fu il principale responsabile dei rapidi progressi economici della Germania Occidentale, grazie all'economia sociale di mercato che si affermò. I suoi successi ne fecero una "locomotiva elettorale". Nonostante i frequenti disaccordi con il cancelliere, favorì il successo dell'Unione Cristiano-Democratica di Germania (CDU) / Unione Cristiano-Sociale in Baviera (CSU) nelle elezioni del 1953, del 1957 e del 1961 con un vantaggio netto sul Partito socialdemocratico tedesco (SPD), che nel 1949 era quasi alla pari.

### Cancellierato

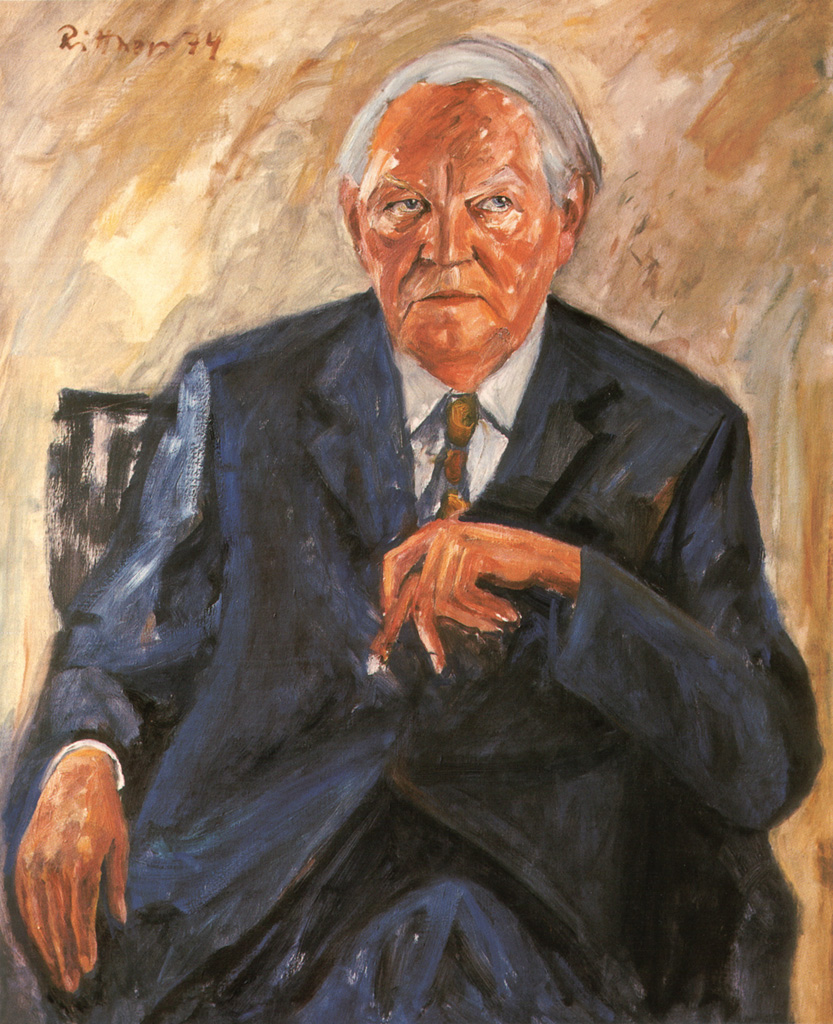
Ludwig Erhard, ritratto di Günter Rittner, 1974, Kanzlergalerie Berlin

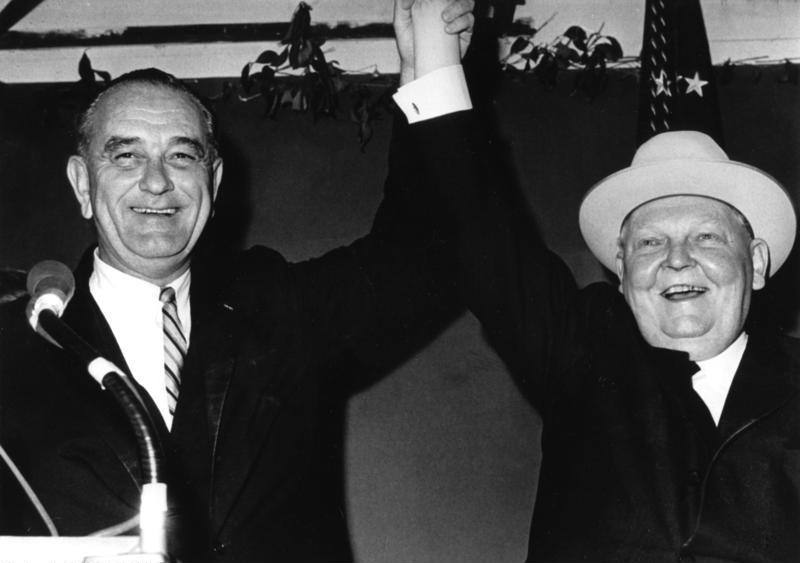
Il Cancelliere federale Ludwig Erhard (a destra) con il presidente americano Lyndon B. Johnson

Quando nel 1963, Konrad Adenauer, 87 anni, decise di ritirarsi a metà del suo mandato, pressato dal Partito Liberale Democratico (FDP), suo alleato nella coalizione governativa, tutti si aspettavano la nomina di Erhard come successore. Nonostante la tenace opposizione di Adenauer, la CDU/CSU presentò la sua candidatura al Bundestag, che la approvò.
Cancelliere dall'ottobre 1963, vinse le elezioni del 1965. Tuttavia, sorsero dei problemi nella formazione di un governo in cui Franz Josef Strauß (CSU) fosse ministro della Difesa. Alla fine si arrese alle richieste dei suoi alleati liberali.
La sua politica estera si basava sullo sfruttamento della riduzione della pressione nella Guerra fredda e sulla proposta di una normalizzazione delle relazioni con i paesi aderenti al Patto di Varsavia. Nella nota pacifista del 25 marzo 1966, propose ai paesi del blocco orientale un accordo per rinunciare alla violenza. Il tentativo fallì, per l'opposizione della Repubblica democratica tedesca (RDT); nel frattempo, la RFT adottò la "dottrina Hallstein", che non ammetteva che si avessero rapporti diplomatici con entrambi gli Stati tedeschi; non fu quindi possibile continuare il negoziato.
Nello stesso tempo le relazioni franco-tedesche si erano raffreddate, poiché Erhard e il suo ministro degli esteri preferivano privilegiare le relazioni transatlantiche, che si opponevano alla visione europeista sostenuta dal presidente francese De Gaulle. Comunque all'interno della CDU / CSU crebbe un gruppo di filo-gollisti, guidato da Franz-Josef Strauß, che sosteneva un rafforzamento della cooperazione con la Francia, avviato nel 1950 dopo la famosa dichiarazione del ministro francese Robert Schuman.
La politica interna fu contrassegnata dalla recessione dell'economia, che ebbe come primi effetti la comparsa della disoccupazione e una crisi di bilancio. Questo problema causò contrasti all'interno della coalizione: i ministri dell'FDP lasciarono il governo il 27 ottobre 1966 dopo il dibattito sul bilancio.
A questo punto la maggioranza della CDU nel Bundestag era solo relativa. Il governo Erhard si trovò in una situazione precaria e subì una sconfitta elettorale nel Nord Reno-Westfalia (il land maggiormente popolato) e vi fu un significativo aumento dell'estrema destra (NPD) nelle elezioni regionali del novembre 1966 in Baviera e Assia.
Per reazione, alcuni deputati della CDU avviarono negoziati con la SPD per formare una grande coalizione e le due parti accettarono di proporre Kurt Georg Kiesinger come cancelliere, affiancato dal socialdemocratico Willy Brandt. Erhard si dimise il 30 novembre 1966.
Il 23 maggio 1967 lasciò la presidenza della CDU. Diventerà in seguito presidente onorario del partito.

## Il metodo Erhard

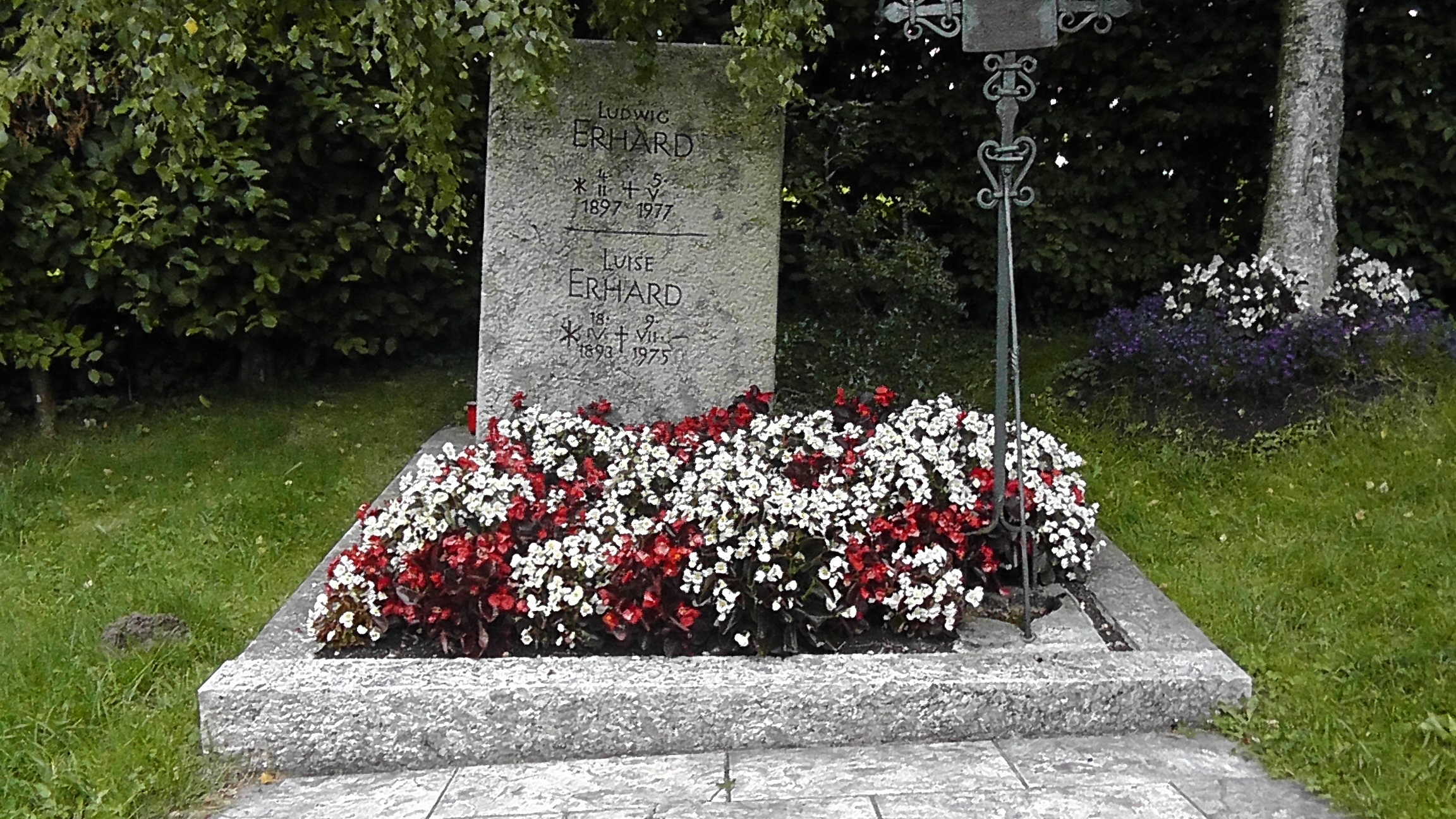
Tomba di Ludwig Erhard a Gmund am Tegernsee

In un articolo pubblicato dal quotidiano francese Le Monde nel 1954, sotto il titolo di Politica liberale o politica realista, il socialista Pierre Mendès France ha sostenuto, con un ragionamento che si basava su argomenti teorici e astratti, che il "Metodo Erhard", che aveva dato luogo al successo nel risveglio economico della Germania, non era veramente liberale, ma era principalmente dovuto al successo della riforma monetaria del 1948 e all'attuazione del Piano Marshall, applicato alle infrastrutture produttive che non erano state completamente distrutte e che era solo necessario rimetterle in carreggiata, e questo nonostante i vari impedimenti che gli alleati avevano imposto allo sviluppo dell'industria tedesca.
Infatti i tedeschi vivevano fin dalla fine della guerra in un'economia e con un razionamento molto pianificato (latte, uova, carbone, abbigliamento, calzature ...) in cui regnava il mercato nero, il baratto e il furto, e che la maggior parte della popolazione viveva sotto la minaccia di comitati di denazificazione. La popolazione era alla ricerca di una certa stabilità economica e politica, allo stesso tempo in cui aspirava a prendere una certa direzione di sicurezza. Per rispondere a queste richieste, la CDU aveva adottato dopo il Congresso di Ahlen del 1947, un programma di ispirazione socialista (che però ha riconosciuto il diritto di proprietà e l'iniziativa privata), che appare in una sola volta (in opposizione della SPD che era ancora considerata marxista) come il partito delle riforme economiche e sociali progressiste. Nello slogan negli anni '70, dal 1947 al 1949, è significativo il posizionamento della CDU: "Sicherheit - Keine Experimento!" ("Sicurezza, niente dubbi di esperimenti!")
Ma Ludwig Erhard, commissionato dagli alleati della gestione dell'economia e della finanza nei settori inglesi e americani, ha preparato con la massima segretezza una riforma monetaria radicale che è stata lanciata la Domenica, 20 giugno 1948. Questa riforma ha annullato in un solo giorno e immediatamente il Reichsmark, che non è più legale e viene sostituito dal marco tedesco. Ogni tedesco riceve solo un conto DM 60 pagabile due volte e ogni azienda riceve anche DM 60 per dipendente. Ciò suppone la cancellazione del 90% della vecchia valuta.
Questa riforma radicale ha il vantaggio di far scomparire immediatamente il mercato nero e il regime del baratto. Per ottenere denaro, i tedeschi sono costretti a lavorare, i negozi sono di nuovo pieni di merci e la domanda supera di gran lunga l'offerta, il che provoca un aumento dei prezzi che favorisce una produzione senza ostacoli. Rispetto al 1936, passa in 45 mesi al 45% in tre mesi, cioè aumenta ES 2/3.
Nell'area sotto il controllo sovietico l'uso dei nuovi marchi è vietato, il che si traduce nell'immediato deprezzamento del marco orientale. Per contrastare, i russi intraprendono il 25 giugno 1948 un blocco di Berlino Ovest che durerà un anno. Nel dicembre 1948, i sindacati indiranno uno sciopero generale "per porre fine alle condizioni draconiane imposte dall'economia di mercato". Questo sciopero ha un costo significativo per la Germania, ma i sindacati sostengono di avere ragione, dato che la situazione dei lavoratori è peggiorata dalle misure di Erhard: passa da 760.000 disoccupati alla fine del 1948 a raddoppiare nel 1949 e a raggiungere i 2 milioni a febbraio del 1950.
Al Congresso di Düsseldorf, il 15 luglio 1949, la CDU adotta un programma veramente liberale, in contrasto con quello adottato dopo il congresso di Ahlen. Con quel programma, la Cdu vince le elezioni legislative del 14 agosto 1949. Eletto deputato al Bundestag, Ludwig Erhard diventa ministro dell'economia nel governo di Konrad Adenauer. Il 19 settembre 1949, il marco tedesco viene svalutato del 20%, ma in generale l'economia nel suo insieme diventa competitiva e nel 1952 la Germania genera il suo primo surplus commerciale
Il 20 aprile 1950, gli Alti commissari alleati, sostenendo che ciò favorirebbe i più ricchi, proibiscono una riforma fiscale che prevede importanti riduzioni delle tasse. Il pubblico tedesco ha protestato contro questo veto, che è stato considerato un'interferenza negli affari interni della nuova Repubblica federale. Gli alleati hanno dato vita nove giorni dopo, in un movimento che è considerato il documento fondatore del ritorno dei tedeschi alla libertà politica.
Ludwig Erhard sosteneva una maggiore libertà economica e una maggiore libertà politica, sosteneva che la ricerca naturale del profitto da parte degli agenti economici dovesse essere favorito con l'iniezione nel corpo sociale di "elementi che motivano l'ineguaglianza", e questo favorisce la democrazia.

## Opere
- Wesen und Inhalt der Werteinheit. Dissertation. 1925.
- Kriegsfinanzierung und Schuldenkonsolidierung. Denkschrift. 1944. Propyläen, 1977, ISBN 3-550-07356-9.
- La Germania ritorna sul mercato mondiale (Deutschlands Rückkehr zum Weltmarkt.) 1953.
- Wohlstand für Alle 1957. 8. Auflage: 1964.
- Deutsche Wirtschaftspolitik. 1962.
- Grenzen der Demokratie? Düsseldorf 1973.